# Гринёва (город)
Гри́нёва (словац. Hriňová, нем. Hrinau, венг. Herencsvölgy) — город в центральной Словакии у подножья Вепорских Врхов и Поляны. Население — около 7,5 тыс. человек.

## История
Город вначале был частью Детвы. В 1890 Гринёва отделяется. В это время в Гринёвой жило около 6 тыс. человек, главным образом крестьян. Действовала здесь фабрика по производству стекла и лесопилка. В настоящее время большинство населения работает на местном Заводе Тяжёлого Станкостроения.

## Население
| Год:                | 1994 | 2004    | 2014    | 2024    |
| ------------------- | ---- | ------- | ------- | ------- |
| Количество человек: | 8574 | 8096    | 7654    | 6931    |
| Разница:            |      | −5,57 % | −5,45 % | −9,44 % |